# Noël à Candy Cane Lane
Pour plus de détails, voir Fiche technique et Distribution.
Noël à Candy Cane Lane (Candy Cane Lane) est un film de Noël américain réalisé par Reginald Hudlin et sorti en 2023 sur Prime Video.
Un quartier, dans une banlieue américaine, organise un concours annuel pour déterminer qui a la maison la mieux décorée pour Noël. Voulant absolument gagner, Chris Carver conclut un accord avec une inconnue charismatique, Pepper. Cette dernière utilise la magie afin de magnifier la maison des Carver. Chris va cependant découvrir que Pepper est une elfe maléfique qui a conclu des accords similaires dans le passé et que ses victimes ont été transformées en poupées de plastiques. Avec sa femme Carol et leurs trois enfants, Chris va alors tout faire pour empêcher Pepper de semer le désordre dans le quartier.

## Synopsis
Chris Carver a conçu ses propres décorations sculptées à la main pour le concours de décoration de Noël du quartier local, mais n'a jamais gagné, étant ainsi jaloux de son voisin qui gagne à plusieurs reprises avec ses articles gonflables. Peu avant Noël, il est licencié alors que sa femme Carol Carver a décroché la charge de faire visiter son usine au superviseur où elle sera promue en tant que directrice des opérations si elle réussit. Durant la soirée chez leurs voisins, tous les invités apprennent dans les infos que le spectacle de Candy Cane Lane, organisera un concours dans le voisinage où celui qui aura la meilleure maison décoré pour Noël recevra 100 000 $, sa incite Chris à concourir désespérément pour remporter le prix.
À la recherche des décorations de Noël, Chris et sa fille Holly tombent sur une mystérieuse boutique de Noël remplie de belles décorations et figurines en porcelaine qui est dirigée par la mystérieuse Pepper. Cet vendeuse lui propose un sapin qui arbore les 12 jours de Noël. Après avoir encaissé ses articles, il reçoit une facture qui l’incite à signer sans lire les petits caractères. Le soir de la compétition sous forme de parade, la décoration de Chris réussissent à éblouir le public.
Le lendemain, les décorations ont disparu et on trouve des cygnes dans sa piscine. Chris pense que ses voisins ont saccagé son sapin par jalousie et décide de retourner au magasin avec Holly. Pendant que Pepper est distrait, Chris et Holly découvre que les figurines en porcelaine sont vivant qui était autrefois des humains et ils apprennent d’eux que Pepper était une elfe stricte du Père Noël qui à démissionner et qui à décide de piéger (selon elle) les vilaines personne avec des pactes et des épreuves afin de les transformer en figurines et en les enfermant dans son magasin. Ils leur avertit qu'ils doivent trouver cinq anneaux d'or tenus par leurs décorations devenues vivants, sinon Chris se transformera également en figurine. Ils emmènent les figurines, qui veulent offrir de leurs aider pour trouver les anneaux afin de vaincre Pepper et espère retrouver leurs apparence humains.
Ils récupèrent le premier anneaux sur les tourterelles puis le deuxième sur des poulets français alors qu’elles sèment le chaos dans le travail de Carol. Après avoir expliqué la situation à sa famille, tous le monde se retrousse les manches pour récupérer les autres anneaux. Durant l’épreuve d’athlétisme de Joy Carver, une troupe de sauteur débarquent avec le troisième anneaux pendant que Nick Carver trouve la quatrième sur une vache et sa laitière. après le chaos, Chris apprend que Joy voulais intégrer une autre fac au lieu de prendre la même que s’est parents et que Nick sèche les cours de maths pour se consacrer sur sa musique. Joy et Nick vienne à avouer qu’ils ne supportent pas le fait que leurs père ne les laissent pas vivre leurs vie.
Pour trouver le dernière anneaux, les figurines leurs annoncent que durant la nuit où Pepper a essayé de les enlever, elle a laissé un indice sous forme d’énigmes et les Carver suppose que la dernière est sur elle. Le soir du spectacle de Candy Cane Lane, les info révèlent que la récompense est en fait un bon d’achat d’une valeur de 100 000 $ pour des chaînes de tacos. Durant les festivités, les Carver réussissent à piéger Pepper et à récupérer l’anneau puis le Père Noël débarque pour la gronder. 
Lorsque Chris lui montre ses cinq anneaux, Pepper lui révèle qu’il fallait ramasser 40 anneaux et lâche les décorations restant pour semer le chaos en ville. Même si le Père Noël ne peut pas rompre le contrat, il décide quand même de les aider avec les figurines et de leurs voisins, ils récupèrent la plupart des anneaux, mais Pepper continue de tricher en faisant avancer les aiguilles de l'horloge de cinq minutes, ce qui transforme Chris en une figurine en porcelaine. Après avoir arrêter les décorations, les Carters comptabilise 38 anneaux mais le Père Noël leur rappelle que les deux alliances de Chris et de Carol compte aussi, portant le nombre total à 40, brisant la malédiction. Le Père Noël rend aux figurines leurs apparence humaine et donne une seconde chance à Pepper puis il décide de les ramener avec lui au Pôle Nord. 
Le matin de Noël, les Carver remporte le concours ainsi que le bon d’achat pour les tacos, ils décident même de le partager avec leurs voisins et avec Pip (une des figurines). Christ autorise Joyce à intégrer la fac qu’elle veux et s’est mis à apprécier le talent musical de Nick.
Une semaine plus tard, le Père Noël a transforme Pepper en figurine en guise de punition tandis que son magasin appartient maintenant à Chris.

## Fiche technique
- Titre original : Candy Cane Lane
- Titre français : Noël à Candy Cane Lane
- Réalisation : Reginald Hudlin
- Scénario : Kelly Younger
- Musique : Marcus Miller
- Décors : Aaron Osborne
- Costumes : Sharen Davis
- Photographie : Newton Thomas Sigel
- Montage : Kenny G. Krauss et Jim May
- Production : Brian Grazer, Charisse M. Hewitt, Karen Lunder et Eddie Murphy
  - Producteur délégué : Douglas C. Merrifield
- Effets spéciaux : Industrial Light & Magic
- Sociétés de production : Amazon MGM Studios, Imagine Entertainment et Eddie Murphy Productions
- Société de distribution : Prime Video
- Budget : N/A
- Pays de production :  États-Unis
- Langue originale : anglais
- Format : couleur
- Genre : comédie, fantastique
- Date de sortie[1] : 1er décembre 2023 (Prime Video)
- Classification[2] :
  - États-Unis : PG

## Distribution
- Eddie Murphy (VF : Christophe Peyroux ; VQ : François L'Écuyer) : Chris Carver
- Tracee Ellis Ross (VF : Annie Milon ; VQ : Marie-Evelyne Lessard) : Carol Carver
- Jillian Bell (VF : Laëtitia Lefebvre ; VQ : Véronique Marchand) : Pepper
- Genneya Walton (VF : Jaynélia Coadou ; VQ : Emma Bao Linh Tourné) : Joy Carver
- Thaddeus J. Mixson (VF : Simon Koukissa-Barney ; VQ : Raphaël Bleau) : Nick Carver
- Madison Thomas (VF : Emmylou Homs ; VQ : Zahra Mourtada) : Holly Carver
- Nick Offerman (VF : Bruno Magne ; VQ : Manuel Tadros) : Pip
- Robin Thede (en) (VF : Marjorie Frantz ; VQ : Naïla Louidort) : Cordelia
- Chris Redd (en) (VF : Eilias Changuel ; VQ : Anglesh Major) : Gary
- David Alan Grier (VF : Jean-Baptiste Anoumon ; VQ : Didier Lucien) : le Père Noël
- Ken Marino[3] (VF : Guillaume Lebon) : Bruce
- Anjelah Johnson-Reyes (en)[3] (VF : Juliette Poissonnier) : Shelly
- Lombardo Boyar : Scott
- Timothy Simons : Emerson
- Danielle Pinnock (VF : Déborah Claude) : Kit
- Iman Benson (en) : Selah
- Trevante Rhodes : Tre
- Riki Lindhome : Suz
- Catherine Dent : Lee

 Source et légende : version française (VF) sur RS Doublage

## Production
En juillet 2022, Eddie Murphy est annoncé comme tête d'affiche et producteur d'une comédie faisant partie d'un contrat de trois films avec Prime Video. Reginald Hudlin, qui avait dirigé l'acteur-producteur dans Boomerang (1992), est annoncé comme réalisateur. Le script est écrit par Kelly Younger, qui s'inspire de son expérience et des vacances de son enfance.
En janvier 2023, Tracee Ellis Ross est annoncée,. Jillian Bell, Robin Thede (en), Nick Offerman, Chris Redd (en) et Danielle Pinnock rejoignent également le film,,.
Le tournage se déroule à Los Angeles de décembre 2022 à février 2023,

## Sortie
Noël à Candy Cane Lane est diffusé sur Prime Video dès le 1er décembre 2023.